# Omophron limbatus
Omophron limbatus is een keversoort uit de familie loopkevers (Carabidae). De wetenschappelijke naam van de soort is voor het eerst geldig gepubliceerd in 1776 door Fabricius.